# 切爾沃內 (沃羅日巴市鎮)
51°6′22″N 34°5′37″E / 51.10611°N 34.09361°E
切爾沃內（烏克蘭語：Червоне）是位於烏克蘭東北部的村莊，由蘇梅州蘇梅區的沃羅日巴市鎮負責管轄。該村分別距離科沙爾斯凱2.5公里和克雷日克1.5公里，海拔高度177米，2001年人口252。